# North Ogden
North Ogden és una població dels Estats Units a l'estat de Utah. Segons el cens del 2000 tenia 15.026 habitants.

## Demografia
Segons el cens del 2000, North Ogden tenia 15.026 habitants, 4.416 habitatges, i 3.859 famílies. La densitat de població era de 892,5 habitants per km².
Dels 4.416 habitatges en un 49,6% hi vivien nens de menys de 18 anys, en un 77,9% hi vivien parelles casades, en un 7% dones solteres, i en un 12,6% no eren unitats familiars. En l'11% dels habitatges hi vivien persones soles el 5% de les quals corresponia a persones de 65 anys o més que vivien soles. El nombre mitjà de persones vivint en cada habitatge era de 3,4 i el nombre mitjà de persones que vivien en cada família era de 3,68.
Per edats la població es repartia de la següent manera: un 35,2% tenia menys de 18 anys, un 10,6% entre 18 i 24, un 26,1% entre 25 i 44, un 19,9% de 45 a 60 i un 8,2% 65 anys o més.
L'edat mediana era de 30 anys. Per cada 100 dones de 18 o més anys hi havia 97,2 homes.
La renda mediana per habitatge era de 59.556 $ i la renda mediana per família de 63.252 $. Els homes tenien una renda mediana de 43.712 $ mentre que les dones 28.180 $. La renda per capita de la població era de 20.625 $. Entorn del 3,1% de les famílies i el 3,6% de la població estaven per davall del llindar de pobresa.

## Poblacions més properes
El següent diagrama mostra les poblacions més properes.